# Опортунити (Вашингтон)
Опортунити (енгл. Opportunity) град је у америчкој савезној држави Вашингтон.

## Демографија
По попису из 2000. године број становника је 25.065.
| Група             | 2000.          | 2010.    |
| Белци             | 23.021 (91,8%) | 0 (0,0%) |
| Афроамериканци    | 252 (1,0%)     | 0 (0,0%) |
| Азијати           | 324 (1,3%)     | 0 (0,0%) |
| Хиспаноамериканци | 670 (2,7%)     | 0 (0,0%) |
| Укупно            | 25.065         | 0        |